# (2268) Szmytowna
(2268) Szmytowna (1942 VW) – planetoida z pasa głównego asteroid okrążająca Słońce w ciągu 5,04 lat w średniej odległości 2,94 au. Odkryta 6 listopada 1942 roku.